# Francis Picabia
Francis Picabia (teljes nevén Francis-Marie Martinez Picabia) (Párizs, 1879. január 28. – Párizs, 1953. november 30.) francia festő.

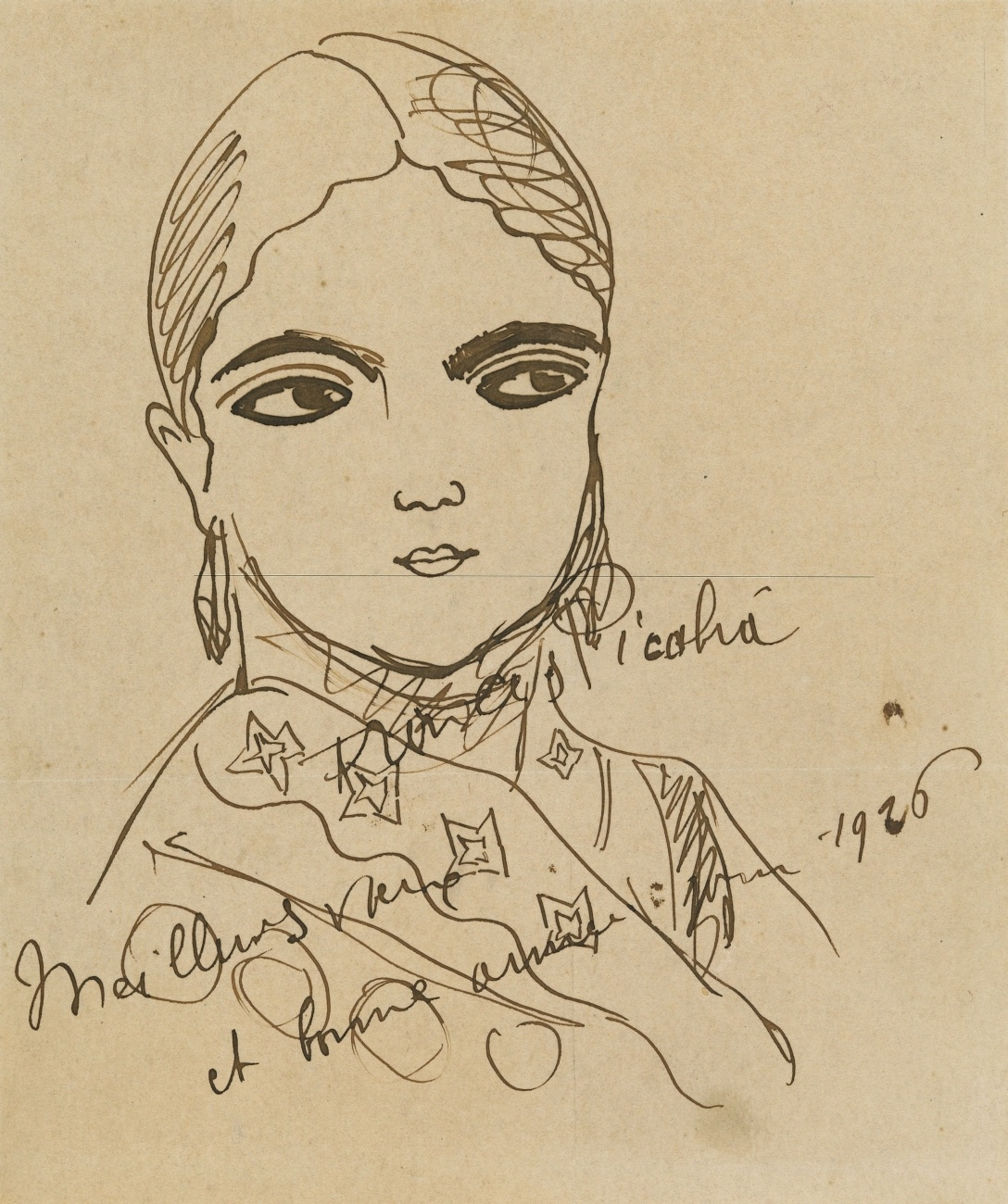

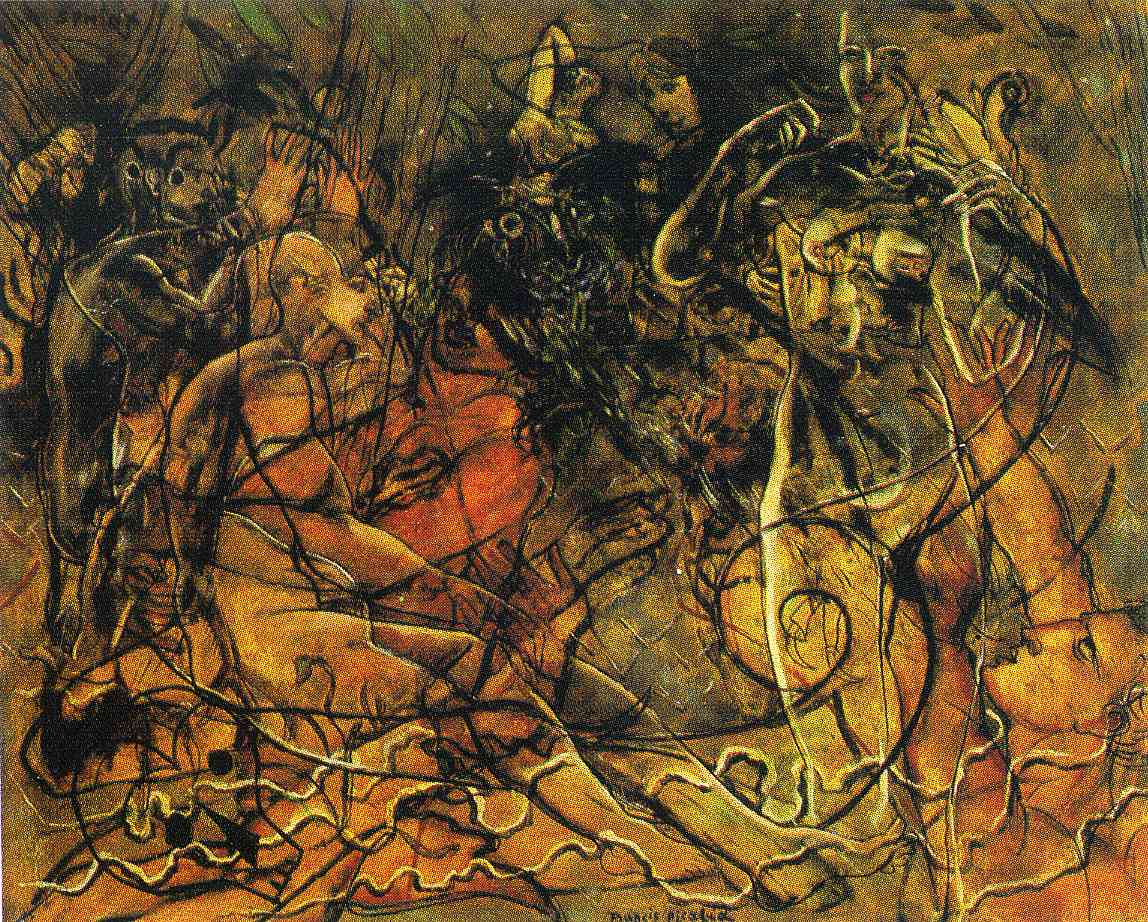

## Élete
Félig francia, félig kubai családból származik. Szerette a tömeget megzavaró hatásokat. Kalandos ifjúságában hamar rátalált tehetségének megfelelő, a gazdag aranyifjú és a művész magatartását ötvöző útra, s ezt élete végéig nem hagyta el.
Első festményei „hagyományosan szépek”, a képek semmiféle modernséget nem mutatnak: tájképei a jó öreg barbizoni stílust, portréi az akadémizmust tükrözik. 1903 és 1908 között impresszionista modorban fest.
Fiatal felesége hatására fordult 1908-tól a modernebb művészeti irányzatok felé. Festményei ekkor furcsa, komor kubista képek; dekoratívabbak, mint általában a kubizmus.

## Művei: (1912-1914)
- Felvonulás Sevillában:
- Ettanoibl: Tájkép és csoportkép keveréke.
- Forrás: (1912)
- Néger ének: (1913)
- New York: (1913)
- Udnie: (1913)
- Sztártáncosnő és tánciskolája: (1913)
- Emlékezés egy nőre: (1914)

## New York
1915-ben New Yorkba költözött, hamarosan Marcel Duchamp is csatlakozott hozzá. Munkáik és provokációik a predadaista művészeti irányzat virágzásához vezettek Amerikában. 1914-től kezdve megjelentek munkáiban a motorok vázlatai, kerék, dugattyú, fogaskerék, ventilátor, cséve. Közel tíz éven keresztül foglalkoztatta ez. Ezek a műszaki életből kölcsönzött motívumok oly módon kerülnek bemutatásra, hogy emlékeztetnek a mérnöki rajzokra, sőt olykor lemásolják azokat.
Picabia nem akarta szentesíteni a technológiai korszerűséget a futuristákhoz közeli szellemben. Épp ellenkezőleg, nevetségessé akarta tenni korának kritikátlan hitét a haladásban és a fejlődésben. A bemutatott gépezetek tervei abszurdak, ezek a gépek semmiféleképpen nem működnek. Picabia mindig határozottan megkérdőjelezte, vagy meghiúsítja ezeket a kvázi sémákat. A képekre gyakran humoros vagy megtévesztő feliratok kerülnek. A művész azonban nem „lóhalálában” és akárhogy készítette el műveit. Azok – a szembetűnően esztétikaellenes szándék ellenére – precíz kézről és szemről árulkodnak.

## Alkotásai: (1914–1953)

### 1914–1920-as évek
- Szerelmi parádé: a gépek iránt kezd el érdeklődni. Az erotikus gép koncepciója hasonlít Duchamp elképzelésére. A gép a szerelem és a nemiség gépiességére utal.
- A földön nagyon ritka: a visszafogott, geometrikus stílus jól illik az amerikai közeghez. Domborműszerű tárgyi elemeket helyez a képre. Főleg fémfestéket használ olajjal keverve. Hengerszegmenst és csövet helyez a képre, melyeket arany és ezüst füsttel von be. Szimmetriája, frontaneitása szakrális jelleget ad a képnek. Egy férfi nemi szervet látunk a herékkel együtt.
- Aprító gép: Egyre geometrikusabb stílusban ábrázol.
- Óra: egy szétszedett óra alkatrészeit tintába mártotta és a papírra nyomtatta. Így az alkotás folyamata gépiessé és személytelenné válik. Picabia Marcel Duchamp hatására kezdett szerkezeteket rajzolni.
- Anya nélkül született lány: (1916–17)
- Vigyázat, frissen mázolva: (1916) ezen a kompozíción a következő szavak láthatók: őrült, líra, kétszersült, pletykafészek. Egyértelmű szexuális jelekkel építi a kompozíciót.
- Kompozíció: (1915–16)
- Mechanikus kompozíció II.: (1919)
- Karburátor gyermek: (1919) a mű elkészítéséhez egy valóságos műszaki rajzot használt. Válaszként szánta Duchamp Nagy üveg c. művére. Elektromos feszültséget keltő gépek ezek.
- Cacodylate eye: más művészekkel együtt készítette. A graffiti-szerű művön sok aláírás van.
- Artur Cravann: Cravann bokszoló és költő volt. 1915-ben csatlakozott New York-ban a dadaista tivornyákhoz, szignálási mániájával vált ismertté. A mexikói-öbölben tűnt el úszás közben, valószínűleg a cápák falták fel.

Picabia 1918-ban Zürich-be ment, nagy hatással volt az ottani társulatra, letargiát hagyott maga után. Tristan Tzarával azonnal megértették egymást, bár ez csak rövid ideig tartott. A Zürichben megrendezett dadaista előadások a Cabaret Voltaire-ben zajlottak. A hely eredetileg egy kávéház volt, vitákat rendeztek itt, innen indult ki a dadaizmus Zürich-ben levő vonulata.
- Elvont Lansanne: (1918)
- Banális költemény: (1918)

A 20-as évek elején talált tárgyakat használt festményein.
- Paul Cezanne, Rembrandt és Pierre-Auguste Renoir portréja: Egy kitömött majmot applikál a képre, ezáltal egy régi művész-hasonlatot éleszt fel: a művész, mint a valóságot utánzó majom.
- Dél: Angol promenád: Ezeket a képeket anti-festményeknek nevezte.

### 1920-as évektől–1953
A 20-as évek végétől a szürrealistákhoz csatlakozott. Ez ismét rövid ideig tartott. 1923-tól tőlük is eltávolodik. Nem tudja elviselni a mozgalom doktriner jellegét és még kevésbé az okkultizmus iránti érdeklődését.
- Spanyol éjszaka: (1922) A tárgyias képeivel párhuzamban dekoratív alkotásokat is létrehozott. Közhely ez a kép. Ezzel indítja el figuratív korszakát. A kép inkább a dadaizmus szellemét viseli magán, minthogy a szürrealista festészet előhírnöke lenne. Mindkét figurán golyónyomra emlékeztető jelek fedezhetők fel, s a nő alakján két céltábla található: az egyik a szíve helyén, a másik az ágyéka magasságában.

- Szent Szűz: (1920) Egy véletlenül odafröcskölt tintapacát nevezett el Szent Szűznek.
- Beszélgetés: (1922)
- A szárny: (1923)
- Csók: (1925-26)
- Álló férfi: (1926)
- Mellek: (1926)
- Portré: (1926)
- Szörny: (1926–27)
- Három grácia: (1927)
- Misztikus egyszarvú és csók: (1927)
- Mme Picabia portréja: (1927)
- Szent Sebestyén: (1929)
- Szfinx: (1929)
- Egy nőnek: (1930)
- Salome: (1930)
- Két táncos: (1937)
- Barna és szőke: (1941–42)
- A szőke: (1942)
- Ádám és Éva: (1942)
- Nő görög szoborral: (1942–43)
- Nő idollal: (1940–41)
- Nő tükör előtt: (1941–42)
- Nők buldoggal: (1941-42)
- Hátakt: (1940-47)
- Szőke nő pipacsokkal: (1946)
- Argentína császárnője: (1941-42)
- Torero: (1941)
- Francia kánkán: (1944)
- Színházban: (1935)
- Tavasz: (1935)
- Jobb jövőjű festészet: (1945)
- Meghívás: (1945)
- Dingalari: (1946)
- Dolog magamnak: (1946)
- Egy doktor portréja: (1946)
- Véletlen: (1946)
- Cím nélkül: (1945)
- Cím nélkül II.: (1948)
- Cím nélkül III.: (1948)
- Ergo: (1947)
- A megvakulás öröme: (1947)
- Absztrakt kompozíció: (1947)
- Kompozíció: (1947)
- Janon szeme: (1947)
- Kapcsolat erényekkel: (1948)
- A vicc veszélye: (1947–50)
- Niagara: (1947)
- Lemenő generáció: (1948)
- Virágzó fa: (1948)
- Akrobata: (1949)
- Cinizmus és leereszkedés: (1949)
- Csend: (1949)
- Lágy, barbár pontok: (1949)
- Jóindulat: (1950)
- Dupla nap: (1950)
- Egoizmus: (1947–50)
- A föld kerek: (1951)
- Gyere velem oda: (1948)
- Hasis: (1948)
- Hétfő: (1951)

Egészen 1953-ban bekövetkezett haláláig nem hagyott fel – jellemzően dadaista szellemben – a hivatalos avantgárd csoportokkal való szembenállással.